# IV. Tupou Taufaʻahau tongai király
IV. Tupou Taufaʻahau (Nukuʻalofa, 1918. július 4. – Auckland, Új-Zéland, 2006. szeptember 10.), tongaiul: Tāufaʻāhau Tupou IV, Tonga királya, a Tupou-ház negyedik királya (IV. Tupou).

## Élete

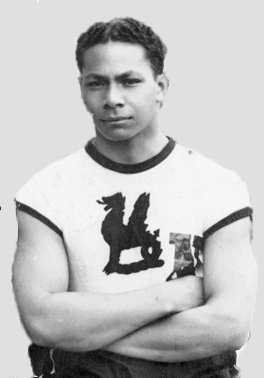
A fiatal és még sportos testalkatú trónörökös 18 évesen, Senior Athletics Team, Newington College, Stanmore, Sydney, 1936

III. Tupou Salote tongai királynő és Uiliame Tungi tongai herceg legidősebb fia volt. Nagyapja, II. Tupou György tongai király halála után három hónappal született. 1949-től 1965-ig, a trónra léptéig Tonga miniszterelnöke. 1965. december 16-ától haláláig Tonga királya. 1967. július 2-án koronázták királlyá Nukuʻalofában. 1947. június 10-én lett a felesége Halaevalu Mata'aho, Tevita Manu-'o-pangai, Vav'au és Ha'apai kormányzója lánya. A házasságukból három fiú és egy lány született. 1976-ban a Guinness Rekordok Könyve szerint a világ legnehezebb uralkodója volt a maga 209,5 kilogrammjával. Utóda legidősebb fia, V. Tupou György tongai király.

## Magyar vonatkozásai[2]
1988-ban az uralkodócsalád egyik tagja megkereste a Japánban élő Doma-Mikó István festőművészt, hogy megfestené-e a király portréját, mert akik eddig próbálkoztak, nem nyerték el az uralkodó tetszését. Doma-Mikó munkájával viszont annyira meg volt elégedve Taufa'ahau király, hogy 1989-ben kinevezte udvari festőjévé. A magyar festőművész állítása szerint a király sokat tudott Magyarországról és a magyarokról, hiszen már a nagyapja, II. Tupou György tongai király is jó kapcsolatokat ápolt I. Ferenc Józseffel. Doma-Mikó így foglalja össze az uralkodó ismereteit rólunk: "Elsősorban az uralkodóink érdekelték, főleg Mátyás király, akinek históriáiból többet le is fordítottam számára. Az idős uralkodó imádta a magyar történelmi filmeket. Megesett, hogy egymás után négyet is megnézett a tőlem kapott DVD-kből, amiket valóságos gyűjteménnyé rendszereztetett. Az Egri csillagokat még könyv formában is elolvasta. Az uralkodópár, a hercegek és hercegnők megkedvelték a magyar konyhát, minden jelentősebb ételünket ismerik már..."

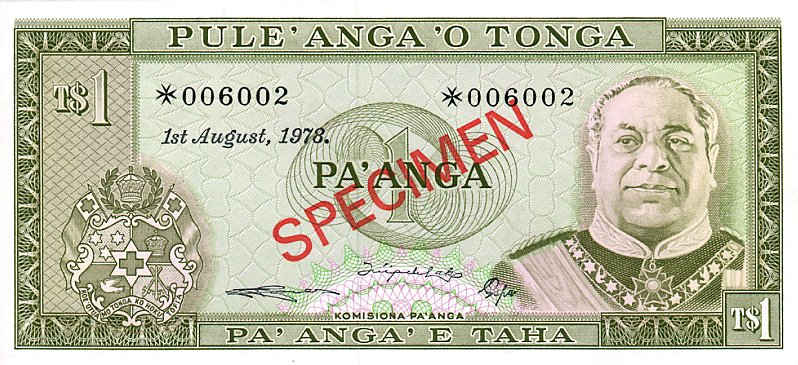
1 paʻangás papírpénz IV. Tupou tongai király portréjával. A tongai érmék és bankjegyek mindig az aktuális uralkodót ábrázolják fő motívumként.